# Salvador Videgain
Salvador Videgain García (c. 1886-10 de octubre de 1947)fue un empresario teatral, actor, cantante, libretista y compositor español.
Fue primer actor en el teatro Apolo de Madrid y director de la Compañía del Teatro de Verano de la calle Atocha. Su figura fue recogida en distintas publicaciones de la época, como Nuevo Mundo —en la categoría «Rostros de la escena»— y Mundo Gráfico —en la categoría «Figuras teatrales de actualidad»—. Además de en Madrid su compañía actuó en distintas ciudades de España, como Valladolid, en el Teatro Lope de Vega.
Estuvo asociado con el actor de teatro José "Pepe" Moncayo en una compañía que actuaría en los Teatros Apolo y El Cisne de la ciudad de Madrid en las décadas de 1910 y 1920, cuyas actuaciones serían destacadas por el suplemento teatral del diario ABC de España.

## Antecedentes familiares

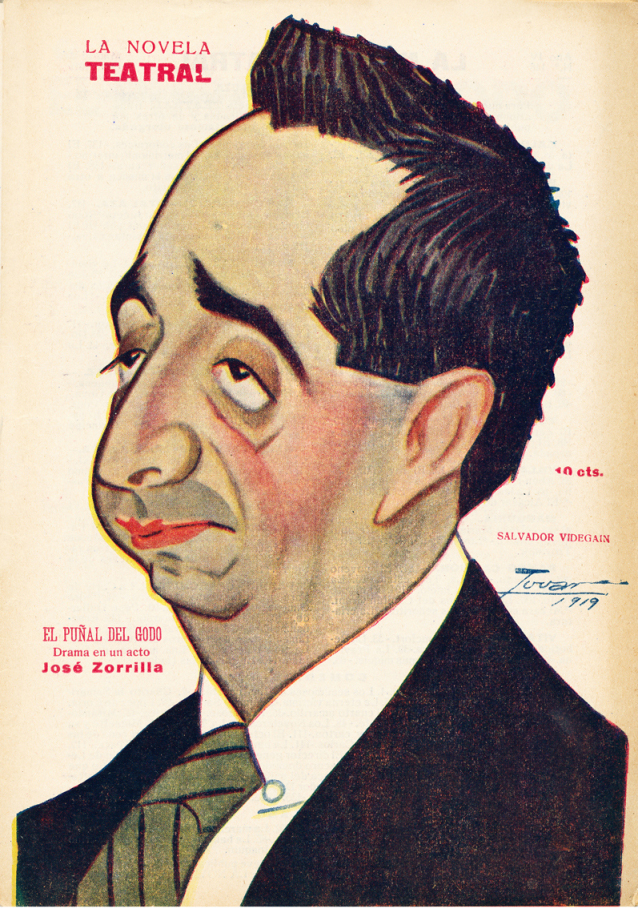
Caricaturizado por Tovar en La Novela Teatral (1919)

Los padres de Salvador Videgain García fueron Salvador Videgain y Antonia García, ambos profesionales del teatro. Salvador Videgain nació en Málaga hacia 1840 y murió en la misma ciudad hacia 1900. Fue un actor cómico y cantante también cómico con voz de bajo. Sus primeros escarceos en el mundo de la farándula fueron con Francisco Arderíus (1836-1887), creador de los bufos en España que denominó «Bufos Arderíus». Tuvo una intensa vida profesional formando elenco en las compañías de Ricardo Morales y los Bufos y estrenando zarzuelas y obras humorísticas de autores consagrados y menos conocidos. Fueron los años de auge del llamado «género chico» en que aparecían por doquier obras cuyos títulos han caído posteriormente en el olvido.
Desde 1873 trabajó con él en todos los estrenos y actuaciones la cantante Antonia García que tuvo un cierto renombre en su época, con quien se casó. Tuvieron un hijo a quien llamaron Salvador que con el tiempo sería también un buen profesional de la escena. En 1887 apareció por primera vez como «Salvador Videgain padre», en el reparto de El estudiante de Alcalá, en el teatro Martín; eso quiere decir que su hijo ya estaba también en cartelera y que era necesario hacer una aclaración. Antonia García de Videgain tuvo también una intensa vida profesional muy ligada a la carrera de su esposo.

## Trayectoria profesional

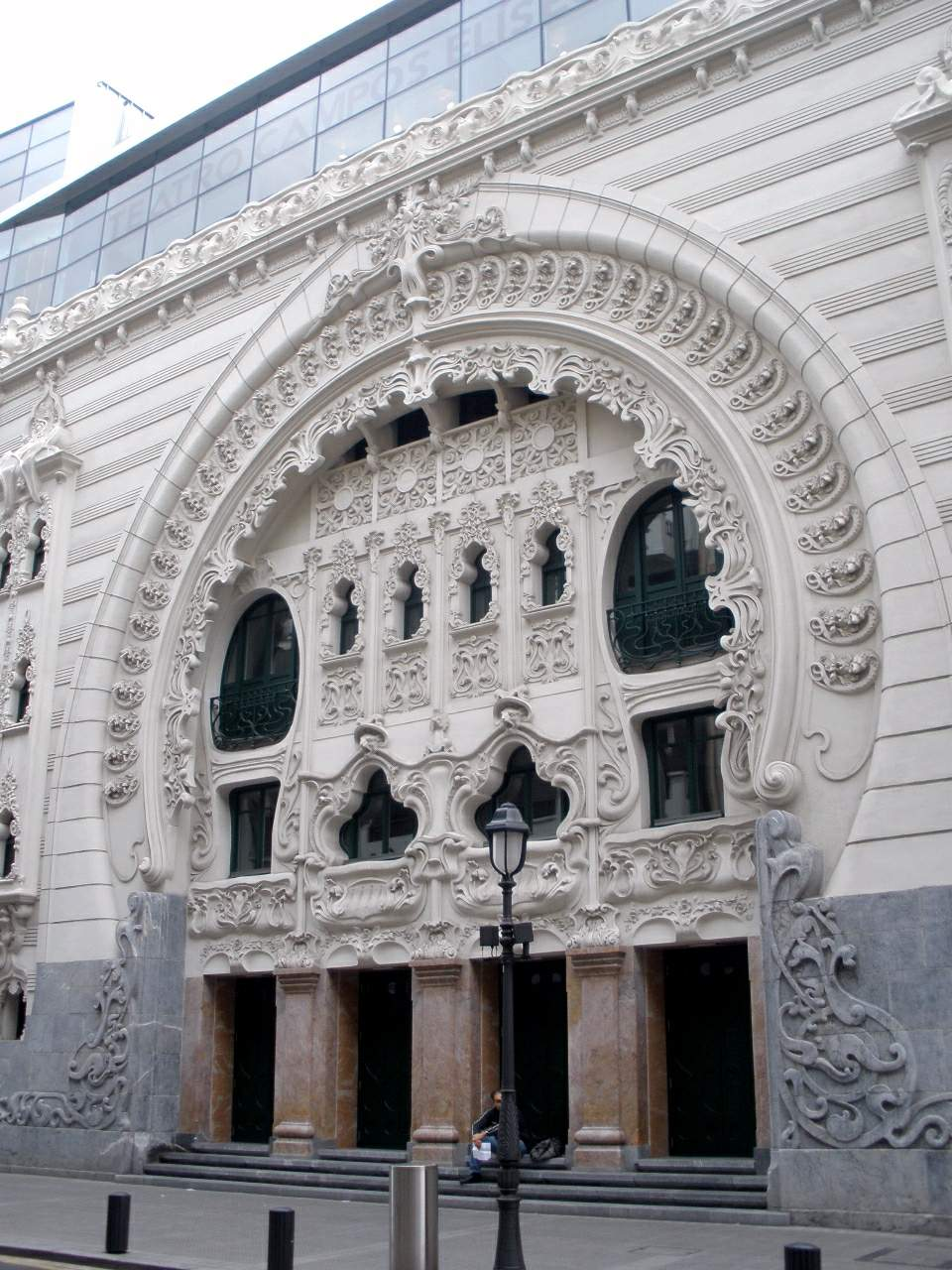
Fachada principal remodelada el teatro Campos Elíseos

A los tres años de edad hizo su aparición en escena en la compañía de teatro de sus padres con los que trabajó durante años iniciando con ellos el gusto y afición por el teatro, en especial el teatro lírico, zarzuelas y humoradas. En 1907 se independizó y trabajó en la compañía Duval-Puchades que hacía sus representaciones en el Teatro Campos Elíseos de Bilbao. Dos de las obras que representó en esta época fueron Sangre moza y La patria chica, con las que obtuvo un especial éxito.
De esta compañía pasó a Barcelona y Madrid contratado por Servando Cerbón (1858-1910) y después decidió formar su propia compañía con la que realizó constantes giras por los principales teatros de provincias españolas. Durante este tiempo dio a conocer su valía como actor cómico, haciéndose un nombre entre el público, de manera que en 1910 le ofrecieron un contrato para el Gran Teatro de Madrid (también llamado teatro Lírico).

Después le contrató el teatro Apolo, conocido como «catedral del género chico» donde su actuación como «gracioso» obtuvo muy buena acogida por parte del público, no así de la crítica que no compartía los gustos del «respetable». Continuaron las representaciones de una gran variedad de obras, unas más aplaudidas que otras. El tres de diciembre de 1910 pudo demostrar abiertamente su vis cómica en el estreno de El trust de los tenorios —humorada cómico-lírica en un acto— del maestro Serrano y Carlos Arniches (libreto), en el papel de Cabrera.

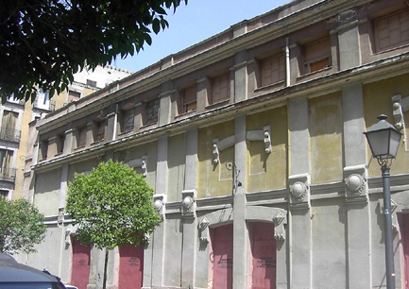
Fachada del anterior teatro Maravillas antes de su remodelación

 Esta obra es una de las escasas que se fueron manteniendo e interpretando a lo largo de los siglos XX y XXI; en especial el número de la jota Te quiero morena, elegido por los tenores consagrados en sus recitales. La réplica femenina se la dio Consuelo Mayendía. Ricardo Catarineu «Caramanchel» criticaría en 1912 en Nuevo Mundo una de sus actuaciones con un «El Sr. Videgain, por su parte, ha hecho un estudio dificilísimo para conseguir que en todo su papel no haya ni un momento de naturalidad».

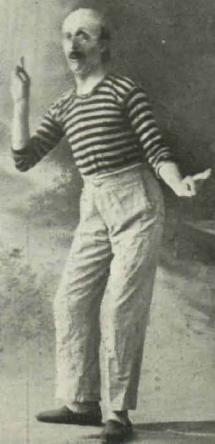
Salvador Videgain en una escena de Por peteneras (1911), de Pedro Muñoz Seca y Pedro Pérez Fernández.

De 1916 a 1919 representó obras en el teatro Nuevo de Barcelona entre las que destaca Las corsarias, dando vida al protagonista fray Canuto. Los dos años siguientes su destino fue Málaga en la compañía de Casimiro Ortas, en el teatro Vital Aza; después esa misma compañía se trasladó a Madrid para debutar en el teatro Martín. Videgain dirigió La caída de la tarde de Soutullo y Vert, con 153 representaciones seguidas. Los años del teatro Martín fueron fecundos con más obras de Soutullo y Vert y otros músicos en boga. Algunas obras como La veneciana de José Forns, estrenada en el teatro Maravillas de Madrid obtuvieron más éxito en provincias, llegando a las 200 representaciones.

### Otras actividades
Hizo incursiones en el mundo del cine con un total de siete títulos: Polizón a bordo (1941), La famosa Luz María (1941), La rueda de la vida (1942), El abanderado (1943), Orosia (1944), El rey de las finanzas (1944) y A los pies de usted (1945). Compuso una zarzuela titulada Tenorio en Nápoles, con el músico Federico Liñán, y escribió el libreto de Luz roja (1926), en colaboración con F. Márquez Tirado, una comedia con música de Matheu y López-Quiroga. Esta obra se estrenó en el teatro Cisne de Madrid..

### Obras representadas
Algunas de las obras:
| - Agua, azucarillos y aguardiente - La alegría de la huerta - Alma de Dios - El cabo primero - Bohemios - Los claveles - La del manojo de rosas - El chico del cafetín - El poeta de la vida | - Molinos de viento - El santo de la Isidra - El país de las hadas - Serafín, el pinturero - La verbena de la Paloma - Música clásica - Las corsarias - El trust de los tenorios - Por peteneras |